# بياتريس، ملكة قشتالة
بياتريس هي الزوجة الأخيرة لـ ألفونسو السادس ملك قشتالة تزوجها قبل مايو 1108 بعد طلاق أو وفاة زوجته الرابعة إيزابيلا، يقال عنها عادت إلى فرنسا بعد وفاته، وتزوجت من إلياس الأول كونت ماين، ربما تكون ابنة ويليام الثامن دوق أقطانية وأخت أغنيس الزوجة الأولى لـ ألفونسو السادس، أو ابنة ويليام التاسع دوق أقطانية.